# Gary Moss
Gary Moss (* nach 1950) ist ein US-amerikanischer Filmproduzent, Filmregisseur und Drehbuchautor, der 1989 gemeinsam mit George deGolian für einen Oscar nominiert war.

## Biografie
Moss studierte von 1977 bis 1979 an der Georgia State University in Atlanta im Bereich Kommunikation. Einer seiner Studienkollegen war George deGolian, mit dem zusammen er die Idee zu dem Kurzfilm Gullah Tales (1988) hatte.
Bereits zwei Jahre zuvor stellte Moss seine Kurzfilmkomödie Old Dry Frye (1986) vor, zu der er das Drehbuch schrieb und die er auch selbst produzierte. Die Regie übernahm er ebenfalls selbst. Der Film spielt im Norden Georgias und erzählt vom Unfalltod eines Wanderpredigers und den bizarren Reaktionen, die sein Tod auslöst. Im Jahr 1987 wirkte Moss an dem Action-Drama Nightforce – Schreckenskommando als Standfotograf mit. Carla, die von Linda Blair gespielt wird, nimmt es schwer mit, als ihre Freundin von einem mexikanischen Kartell entführt wird. Sie setzt alles daran, ihre Freunde dazu zu bringen, eine Rettungsmission zu starten.
Für den bereits erwähnten Kurzfilm Gullah Tales schrieb Moss das Drehbuch, führte Regie und produzierte den Film gemeinsam mit George deGolian. Das Duo wurde mit und für den Film, der auf einer Sklavenplantage in South Carolina im Jahr 1830 spielt, und die gewitzte Listigkeit eines älteren Sklaven zum Inhalt hat, für einen Oscar nominiert. Die Trophäe ging jedoch an Dean Parisot und Steven Wright und ihren Film The Appointments of Dennis Jennings. Deren Film zeigt einen Tagträumer, eben Jennings, der sich Hilfe von einem Psychiater erhofft, aber das Gegenteil findet.
Mit dem Kurzfilmdrama Golden Minutes trat Moss 2009 als ausführender Produzent und Kameramann noch einmal in Erscheinung. Der Film beobachtet Begegnungen zwischen Väter und Söhnen, die Schwierigkeiten haben, eine Verbindung miteinander aufzubauen, bevor es zu spät ist. Was Gary Moss in den Jahren dazwischen und danach machte, ist nicht bekannt. Heute gehört er der Ayunini Media, LLC, an.

## Filmografie (Auswahl)
- 1986: Old Dry Frye (Kurzfilm; Regie, Produzent, Drehbuchautor)
- 1987: Nightforce – Schreckenskommando (Nightforce, Video; Standfotograf)
- 1988: Gullah Tales (Kurzfilm; Drehbuchautor, Regie, Produzent)
- 2009: Golden Minutes (Kurzfilm; Kameramann, Ausführender Produzent)

## Auszeichnung
- Oscarverleihung 1989: Nominierung gemeinsam mit George deGolian in der Kategorie „Bester Kurzfilm“